# フォボス・グルント
フォボス・グルント (露: Фобос-Грунт、グルントは「土」の意味) とは、ロシアが計画した火星とその衛星フォボスの探査計画である。フォボスの土壌試料を採取して地球へ回収すること（サンプルリターン）を主な目的とし、2011年11月9日にバイコヌール宇宙基地より打ち上げられたが、地球周回軌道からの離脱に失敗した。
完全に失敗に終わったフォボス・グルントではあるが、2012年時点でロシアは2号機を2018年に打上げることを検討していた。費用は初号機の50%で製造できるうえ、ロシアは失敗時にかけていた保険金も受領している。ただし、月探査（ルナ・グルント）やESAに共同計画を申し出ている火星探査の動向もあるため、先行きは不明と報じられた。その後2020年までにロシアが公式発表した火星ミッションはない。

## 経緯
フォボス・グルント計画は1999年から開始し、2001年に開発が始まり、基本設計は2004年に終了した。ロシアが惑星探査機の開発に取り組むのは、1996年に打ち上げに失敗したマルス96以来である。当初は2009年にソユーズロケットとフレガート上部ステージを組み合わせた打ち上げ機で火星に送り込む予定だった。既に開発は始まっていたが、2006年秋から2007年3月にかけて中露政府間で協議が行われた結果、中国の火星周回探査機・蛍火1号の相乗りが決定し、打上げ重量が超過することになったため、打ち上げロケットをゼニットに変更した。
当初は、衛星上部に単純に蛍火1号を載せることが考えられていたが、その場合は衛星の構造を大幅に設計変更しなければならなくなることから、蛍火1号は巡航ステージの下部に搭載することになった。また、巡航ステージの推進系では火星周回軌道への投入は能力的に足りなくなったため、地球周回軌道でしか使えない設計のフレガートを惑星間航行ができるように改良することになった。この推進系は後にMDUと呼ばれるようになった。
このように計画修正が必要になり、打ち上げは2009年10月に設定されたが、2009年9月に、打ち上げをさらに2011年まで延期することが決定した。モスクワ時間の2011年11月9日午前0時16分、バイコヌール宇宙基地より打ち上げたが、地球周回軌道からの離脱に失敗した。

## 地球軌道脱出時のトラブル

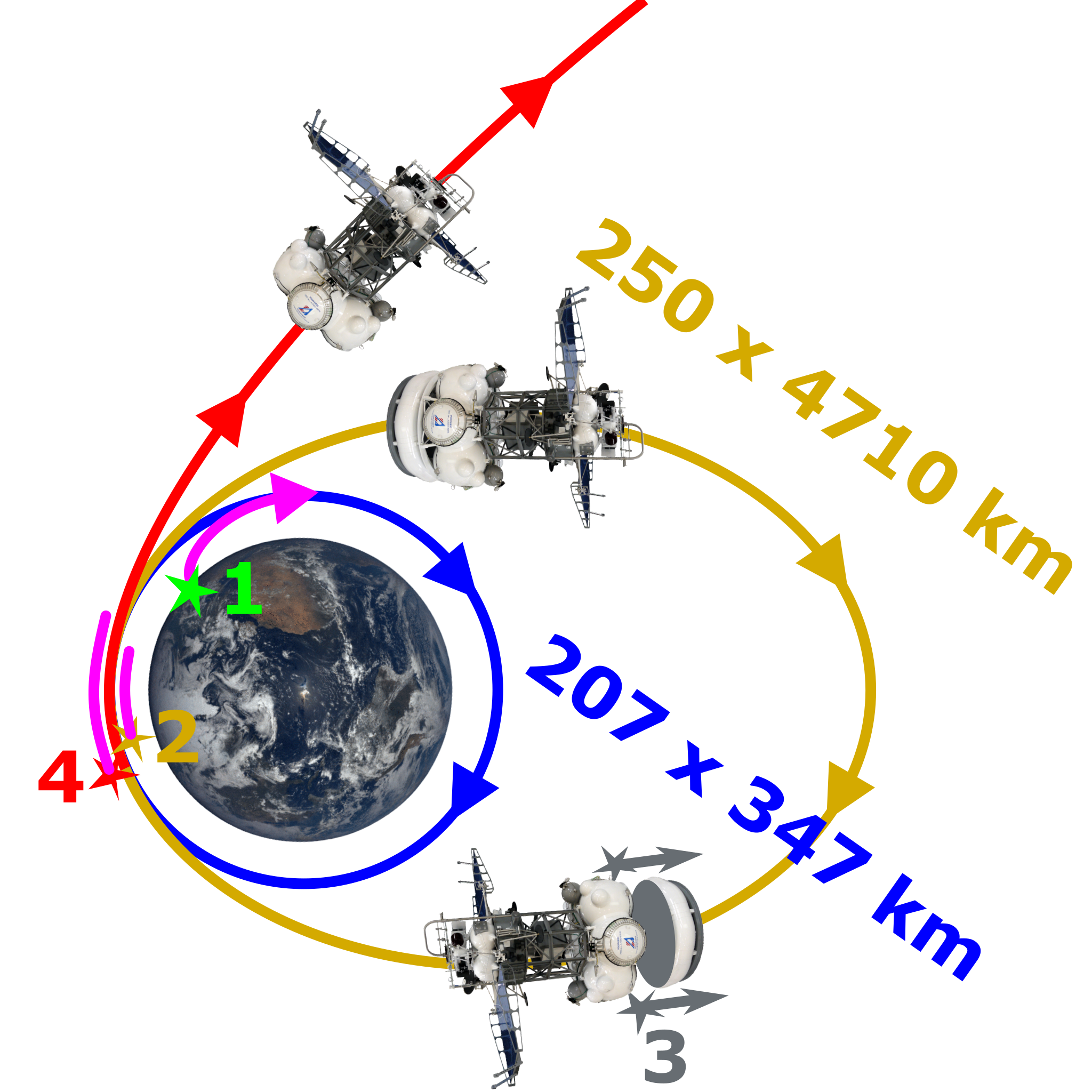
予定されていた飛行経路。(1) バイコヌール宇宙基地から高度207×347kmの低軌道に打ち上げ、(2, 3) 1回目の噴射により遠地点高度4710kmの軌道に移動、(4) 2回目の噴射により地球周回軌道から離れて火星へ向かう、という計画だった。

ゼニットロケットによる打ち上げは成功し、予定通り207×347km、軌道傾斜角51.4度の軌道投入に成功した。 その後、フレガート上部ステージを惑星ミッション用に改良した主推進装置 (MDU) を2回噴射し、最初の噴射で高度を4,710 kmまで上げ、2回目の噴射で地球周回軌道から離脱する予定であった。この2回の噴射はいずれもロシアの追跡局から見えない南アメリカ上空で行われることから、地上からの光学観測の協力が求められていた。
ところが、衛星はソフトウエアの問題により姿勢を崩したため、この2回の噴射は実施されなかった。軌道上で発見された衛星は太陽を向いて回転する非常時用のセーフモード姿勢になっており、コマンドを実行させることができないため、制御できない状態になっており、地球への落下が危惧されるようになった。
ロシアだけでなく、ESAが持つ各地の追跡局も協力して通信回復が試みられたがXバンド帯を使って低周回軌道の衛星を追跡できるアンテナが限定されているため状況は厳しかった。衛星がコマンドを受信して実行できない理由としては、2回の噴射後に投棄する予定であったドーナツ状の燃料タンクが付いた状態ではアンテナの視野が遮られるためと考えられていたが、その後の報道では地上追跡局の能力の問題が伝えられた。ノーマル状態では、地球周回軌道離脱までは地上からの制御を受けずに自動実行する設計となっていたため、地上局もこのような状態で通信することは考慮していなかった。70 mの大型のアンテナでは指向角度の狭さと不十分な追尾速度のため衛星を捕捉できず、送信出力も衛星側の受信強度を上回るため受信できないことが判明した。
このため小型のアンテナにさらに小さなアンテナを装備して捕捉しやすくすると共に、送信出力を絞る改良が行われた。これにより、11月22日にESAのオーストラリアにあるパース局のアンテナで衛星のテレメトリを初めて受信することに成功し、その後ロシアのバイコヌール局でも受信に成功し、衛星の状態は良好であることが確認された。しかし火星周回軌道への投入が可能期限であった11月21日を過ぎてもコマンドによる制御を実行できず、制御の回復は無理と判断され、2012年1月中旬に地球へ再突入すると予測された。
2012年1月15日、フォボス・グルントは大気圏へ再突入し、チリ南部、ウェリントン島の西方1250kmの太平洋上へ落下した。探査機の地球への再突入は、2012年1月6日の時点において、2012年1月15日 21:00 UTC ± 18時間に見込まれていた。最終落下地点は不明であり、予想される落下範囲は北緯51.4度から南緯51.4度の間と非常に広かった。

### 事故原因
2012年2月にロシアがこの問題の調査結果を発表した。
太平洋に設置されている米国の軍事レーダーの影響、NASAや米国防総省でも問題となった外国製の偽造マイクロチップの使用、宇宙線の影響とトラブル原因は二転三転した状況で報道されたが、ソフトウエアの問題（プログラミングのエラー）が原因であったと結論付けられた。
地球軌道離脱の準備を進めている間、2台の搭載コンピューターが同時にリブートされ、電力節約と衛星の保護のために衛星はセーフモードに入ってしまい、コマンドが来るのを待つスタンバイ状態となった。このリブートが起きた最も可能性の高い原因は、宇宙からの高電荷粒子が考えられており、これがメモリに不具合を生じさせた可能性がある。
この搭載コンピュータTsVM-22はプロセッサ（2つのうちの1つ）にトラブルが生じたため、打ち上げ準備段階で2つのうち1つを停止させる必要があった。さらに悪いことに、残っていた1チャンネルがもう1台のTsVM-22と競合するようになった。このため、TsVM-22コンピュータ2台のうちの1台を完全に停止させたまま打ち上げる決断が行われた。つまり飛行制御用のコンピュータの冗長性が失われた状態で打ち上げられた。ロシア連邦宇宙局の上層部からは予定通り打上げることへの強いプレッシャーがかかっていたとの情報もある。
このコンピュータのソフトウエア開発には、もっと時間が必要とされていた。機体のバイコヌールへの輸送も搭載システムのトラブルで遅れ、機器の交換などが行われていた。飛行制御システムBKUは、ソフトウエアエラーのためにたびたび試験の中断を余儀なくされて、コードの書き換えが必要になるなどミッション準備はできていない状態だった。また、ソフトウエアパッチの再試験は、実際には無理な状態でバイコヌールでの試験が進められていた。

## 地球への再突入における有害物質の影響
この衛星は重量が13,500 kgもあり、地球軌道離脱のための噴射が出来なかったため、約8トン以上もの有害な非対称ジメチルヒドラジン (UDMH) と四酸化二窒素 (NTO) からなる推進剤が残されたままになった。
ただし、推進剤を搭載しているタンクが西側諸国でよく使われている高熱に耐えられるチタン製ではなく、アルミ合金製であるため、再突入時の早い段階でタンクが爆発・燃焼して燃え尽き、地上への影響はほとんどないと推測される。
ヒドラジンをタンク内に残したまま制御できなくなったUSA-193衛星は、落下して地上に被害が及ぶ前に、2008年2月にミサイルで破壊されたが、この衛星の燃料タンクは再突入時の高熱にも耐えるチタン製であった。
フォボス・グルント衛星には、土壌分析用に放射性同位元素のコバルト57が搭載されているが、10マイクログラム (1マイクログラム＝100万分の1グラム) 以下という微量のため、環境への影響はないと考えられる。
その一方で、ロシアはこの衛星の約200 キログラムの破片、20 - 30 個が燃え尽きずに地上に達することを認めた。
落下する最大のものはフォボスの土壌を地球に回収するための再突入カプセルで、重量は215kgある。
相乗り衛星の蛍火1号（重量110kg）については、中国は有害物質に関する詳細情報を公開していない。

## 設計
フォボス・グルントは、通常の観測装置に加えてサンプルリターンに用いる土壌採集装置や帰還用のロケットを備え、重量13トンを超える大規模な探査機となった。国際協力として中国・アメリカ惑星協会が設計したモジュールも搭載していた。
2010年10月の時点では次のような日程が予定された。
- 2011年11月: 地球から打ち上げ。
- 2012年10月9日: 火星周回軌道に投入。蛍火1号を分離し、軌道を変更しながら観測を行う。
- 2013年2月9日: 軌道を変更しフォボスに接近。
- 2013年2月: フォボスに着陸。
- 2013年2月-3月: 土壌を収めたコンテナをフォボスから打ち上げ、地球へ向かう軌道に投入する。
- 2014年8月: 土壌を収めたカプセルが地球に帰還。

土壌の採取にはアーム型の装置を用い、深さ2cmまでのフォボスの表土を200g程度すくい取る計画であった。ルナ月探査機のようにドリルで深部の土を掘り起こすことも検討されたが、フォボスの表面重力が月と比べて非常に小さく、掘削の反動で探査機の安定性が保てなくなる恐れがあったことから断念された。
サンプルを載せたコンテナの打ち上げには、ロケットの噴射ではなくばねの力を利用していた。これはフォボスに残って活動する探査機本体に危険が及ばないための配慮である。フォボスは重力が弱いためこの方法でも十分な高度へ到達させることが可能である。コンテナは安全な高度に達したところでロケットエンジンを点火し、フォボスの重力圏を離脱する予定であった。
サンプル回収用の機体は地球まで帰還し、最後の軌道調整を行った後、突入の数日前に回収カプセルを分離し、カプセルはそのまま大気圏へ突入する。このカプセルはパラシュートを使った減速は行わず、空気抵抗のみで速度を落とし、地面に激突して回収される。無線機も搭載していないため、回収部隊は光学観測とレーダー観測のみで落下地点を絞り込んで回収を行う予定であった。

### 国際協力
フォボス・グルントには、次のモジュールがロシア国外から提供された。
- 蛍火1号（中国）
- SOPSYS（中国）
- LIFE（惑星協会）地球へ回収するカプセル内に搭載
- MetNetランダー（フィンランド）は搭載中止

蛍火1号は中国が製作した重量110kgの小型周回機で、同国初の火星探査機である。火星到達後にフォボス・グルントから切り離され、独立して火星とその周辺空間の観測を行う予定であった。また、中国はSOPSYSと呼ばれる機材も製作していた。これは微小重力下で作動する研削装置で、探査機がフォボス上で岩石を分析する際に使用される。
米国の惑星協会はLIFEと呼ばれる生物学実験モジュールを開発していた。LIFEには10種類の特定の微生物と、不特定多数の微生物を含んだ地球の土壌が搭載され、生物が長期間の宇宙飛行に耐えうるかを検証する。この実験によって、地球生命の起源を地球外に求めるパンスペルミア仮説の妥当性が明らかになることが期待されていた。
フィンランド気象研究所はMetNetランダー (MNL) と呼ばれる火星着陸機をフォボス・グルントに搭載する予定であったがこれは中止された（Mars MetNetミッションは2014年に延期）。MNLは膨張式の耐熱シールド兼エアブレーキを装備した小型探査機で、将来的に数十機の観測ネットワークを火星上に構築し、気象・気候現象を観測する構想が示されている。

## 関連
- Luna-Grunt